# Requiem (Альма)
«Requiem» — пісня Альми для конкурсу  Євробачення 2017 в Києві, Україна. У фіналі, 13 травня, була виконана під номером 26, за результатами голосування отримала від телеглядачів та професійного журі 135 балів, посівши 12 місце.

## Requiem
| Digital download | Digital download | Digital download |
| #                | Назва            | Тривалість       |
| ---------------- | ---------------- | ---------------- |
| 1.               | «Requiem»        | 3:03             |